# Handpan

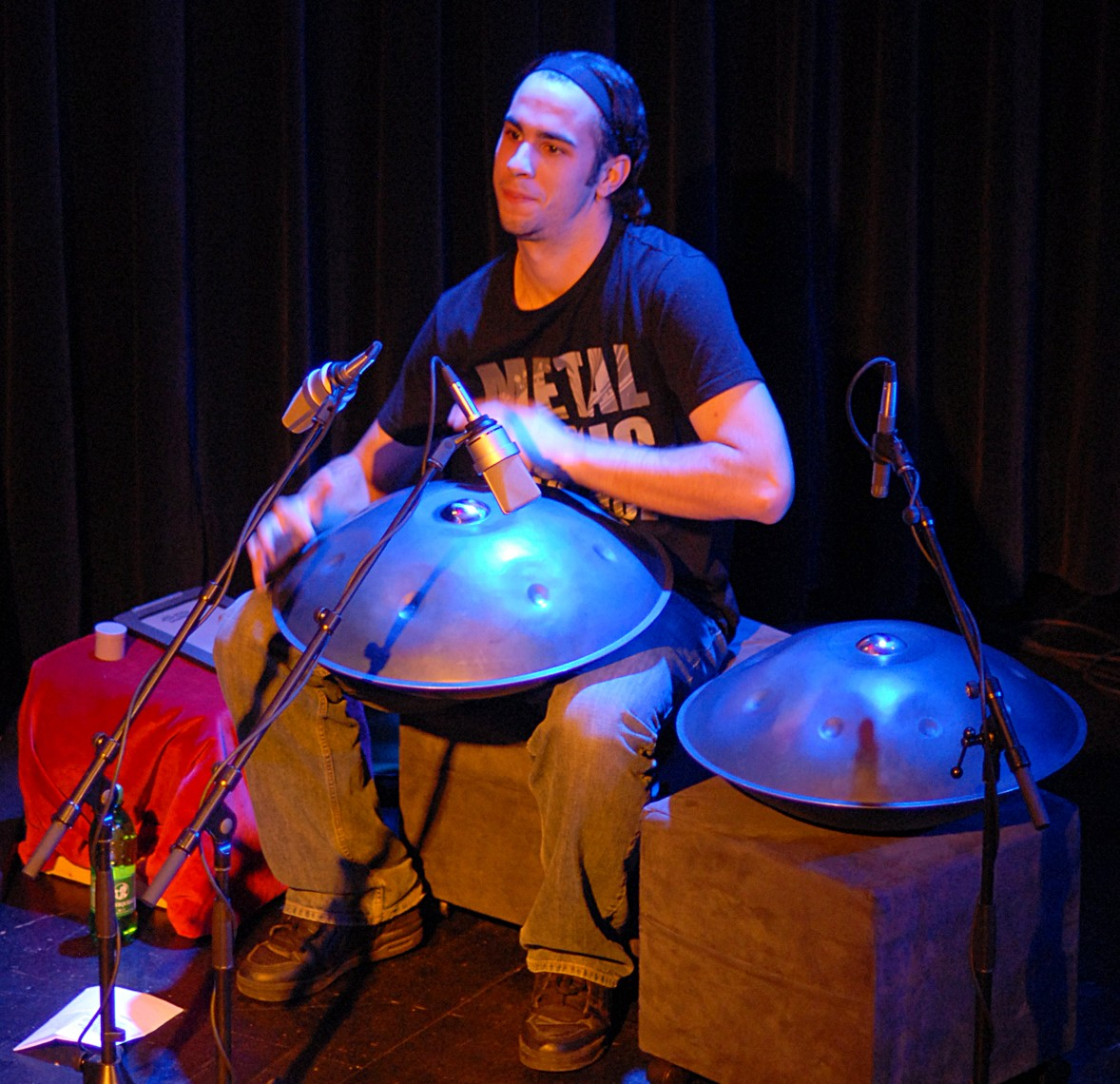
En musiker spelar en handpan.

En handpan är ett musikinstrument som kan spela minst åtta toner och som klassificeras såsom tillhörande gruppen tungtrummor.
Efter att ha lanserats av en schweizisk tillverkare år 2000 har flera producenter dykt upp under 2010-talet, vilket lett till ett växande intresse världen över.
I sitt grundutförande består en handpan av två metalliska halvklot som är sammanfogade, och ett centrerat tonfält (kallat "ding") omgivet av en cirkel av minst sju andra tonfält på den övre delen av instrumentet. Mellan tillverkare skiljer sig materialval, tillverkningsprocess och formen på tonfälten, samt metoderna för att stämma trumman.
Än så länge är det ovanligt att en handpan från en ansedd tillverkare kan köpas i en musikaffär eftersom instrumenten är gjorda för hand under en tidskrävande process och måste  förbeställas. I Sverige finns det enligt utövare runt trettio  personer som spelar instrumentet.

## Historia
Handpan uppfanns i Bern, Schweiz, av Felix Rohner och Sabina Schärer år 2000 och kallades då för hang. Fler tillverkare började skapa liknande instrument och samlingsnamnet blev då "handpan". Begreppet handpan dök först upp online hösten 2007 på den amerikanska ståltrumtillverkaren Pantheon Steels webbplats. Det användes för att beskriva företagets egen utveckling av ett nytt instrument som lanserades som ett alternativ till dess befintliga ståltrumma Hang.
Termen etablerades senare i diskussioner på det numera nedlagda forumet Hang-Music. Efterföljaren till forumet grundades 2009 och kallades handpan.org, vilket ledde till att instrumentet fick ett än mer inarbetat namn som dessutom fick viss spridning.
De fem första instrumenten som lanserades under beteckningen handpan var "Caisa" från Kaisos Steel Drums (Tyskland, 2007), BElls av BEllart (Spanien, 2009), Halo av Pantheon Steel (USA, 2009) och Spacedrum av Metal Sounds (Frankrike, 2009).

## Konstruktion
Idag har fler än 300 handpantillverkare kommit in på marknaden och de erbjuder instrument som varierar mycket avseende materialval, tillverkningsteknik, form, ljud och byggkvalitet.
En handpan består av åtta tonfält som är stämda på olika sätt. Varje tonfält har flera övertoner som är placerade i fältet med en kupol i mitten. Vanligtvis finns det en grundton och en överton som är stämd en oktav över grundtonen, och en ytterligare överton i det perfekta femte intervallet ovanför den oktaven (det tolfte intervallet, eller tritaven). Orienteringen är förhållandevis konsekvent över fälten och övertonerna kan accentueras, dämpas eller isoleras utifrån hur och var utövaren anslår tonfältet.
Toppen på en handpan består av huvudljudet "Ding", som ligger i mitten av instrumentet, och alla noter som sprids runt instrumentet. Ding har vanligtvis en konkav eller konvex form.
Botten på en handpan har en rund öppning som kallas "Gu", som tillsammans med luften i håligheten producerar en resonans. I vissa av instrumenten kan resonansen justeras på olika sätt.
En handgjord handpan kostar runt 20 000 kronor (2021) och väger mellan sju och nio kilo.
Generellt har en handpan en diameter på 53–56 centimeter.

## Spelsätt
En handpan spelas vanligtvis placerad i utövarens knä med hjälp av händerna och fingrarna istället för med trumpinnar. Detta lättare sätt att spela producerar ljud som är rikt på övertoner och som kan betraktas mjukare och varmare än det mer krispiga ljudet från en traditionell ståltrumma som anslås med trumpinnar.
En handpans ovansida kan, beroende på hur den spelas, låta som en harpa, som klockor eller som harmoniskt inställda ståltrummor. Tonfälten är placerade i en cirkel där tonerna går från låg till hög och den som spelar instrumentet kan höja eller sänka tonen genom att antingen flytta händerna eller rotera trumman.